# لغة تياب
تياب (بالإنجليزية: Tyap)‏ هي مجموعة لهجات إقليمية مهمة من لغات الهضبة في الحزام الأوسط لنيجيريا، سميت على اسم لهجتها المرموقة. وهي معروفة أيضًا باسمها الأجنبي في الهوسا باسم Katab أو Kataf. وهي معروفة أيضًا بأسماء أصنافها الديالكتيكية بما في ذلك Sholyio و Fantswam و Gworok و Takad و "Mabatado" (Tyap 'right') و Tyeca̱rak و Tyuku (Tuku). وفقًا لـ Blench (2008) ، يبدو أن Jju - مع المزيد من المتحدثين - هي شكل من أشكال Tyap (على الرغم من أن المتحدثين بها مختلفون عرقياً).

## توزيع
يوجد متحدثو Tyap الأصليون بشكل أساسي في مناطق الحكومة المحلية في جمعة وكورا وزانغون كاتاف ، على الرغم من وجود جيوب من المتحدثين أيضًا في كاتشيا وكورو في ولاية كادونا الجنوبية، وريوم (خاصة المتحدثين بتاكاد) في ولاية بلاتو نيجيريا. هناك أيضًا مجتمعات ناطقة كبيرة في منطقة كادونا الجنوبية ومناطق الحكومة المحلية في تشيكون بالولاية. قدم Skoggard (2014) توزيع شعب Atyap (Katab) في نيجيريا ليشمل: ولايات النيجر و Nasarawa و Kaduna و FCT.